# Beatrice Chepkoech
Beatrice Chepkoech Sitonik (Bomet, 6 luglio 1991) è una siepista e mezzofondista keniota, detentrice del record mondiale dei 3000 metri siepi e prima donna a scendere sotto gli 8 minuti e 45 secondi.

## Biografia
Inizialmente specializzata nelle corse su strada, dal 2015 si dedica all'attività su pista diventando nel giro di un anno la quinta keniota più veloce nelle siepi. Da quel momento si sono susseguiti nella sua carriera diversi successi in ambito internazionale, tra cui un oro ai campionati africani, e soprattutto il miglioramento del record mondiale dei 3000 m siepi, ottenuto durante il meeting Herculis 2018. Nel 2019 conquista il suo primo titolo iridato, vincendo i 3000 metri siepi ai mondiali di Doha.

## Record nazionali
Seniores
- 1500 metri piani indoor: 4'02"09 ( Düsseldorf, 4 febbraio 2020)
- 3000 metri siepi: 8'44"32 ( Monaco, 20 luglio 2018)

## Palmarès
| Anno | Manifestazione          | Sede           | Evento          | Risultato | Prestazione | Note                                     |
| ---- | ----------------------- | -------------- | --------------- | --------- | ----------- | ---------------------------------------- |
| 2015 | Giochi panafricani      | Brazzaville    | 1500 m piani    | Bronzo    | 4'19"16     |                                          |
| 2016 | Giochi olimpici         | Rio de Janeiro | 3000 m siepi    | 4ª        | 9'16"05     | Miglior prestazione personale            |
| 2017 | Mondiali di cross       | Kampala        | Staffetta mista | Oro       | 22'22"      |                                          |
| 2017 | Mondiali                | Londra         | 3000 m siepi    | 4ª        | 9'10"45     |                                          |
| 2018 | Mondiali indoor         | Birmingham     | 1500 m piani    | 7ª        | 4'13"59     |                                          |
| 2018 | Giochi del Commonwealth | Gold Coast     | 1500 m piani    | Argento   | 4'03"09     | Miglior prestazione personale            |
| 2018 | Campionati africani     | Asaba          | 3000 m siepi    | Oro       | 8'59"88     | Record dei campionati                    |
| 2019 | Mondiali di cross       | Aarhus         | Corsa seniores  | 7ª        | 37'12"      |                                          |
| 2019 | Mondiali di cross       | Aarhus         | A squadre       | Argento   | 25 p.       |                                          |
| 2019 | Mondiali                | Doha           | 3000 m siepi    | Oro       | 8'57"84     | Record dei campionati                    |
| 2021 | Giochi olimpici         | Tokyo          | 3000 m siepi    | 7ª        | 9'16"33     |                                          |
| 2023 | Mondiali                | Budapest       | 3000 m siepi    | Argento   | 8'58"98     | Miglior prestazione personale stagionale |
| 2024 | Mondiali indoor         | Glasgow        | 3000 m piani    | Bronzo    | 8'22"68     | Record nazionale                         |
| 2024 | Giochi panafricani      | Accra          | 5000 m piani    | 4ª        | 15'13"71    |                                          |
| 2024 | Giochi panafricani      | Accra          | 3000 m siepi    | Oro       | 9'15"61     |                                          |
| 2024 | Giochi olimpici         | Parigi         | 3000 m siepi    | 6ª        | 9'04"24     |                                          |

## Campionati nazionali
2011
- 6ª ai campionati kenioti, 800 m piani - 2'13"8 m

2012
- 8ª ai campionati kenioti, 1500 m piani - 4'16"6 m

2013
- 5ª ai campionati kenioti, 1500 m piani - 4'12"37

2017
- Oro ai campionati kenioti, 1500 m piani - 4'03"2 m

2018
- Bronzo ai campionati kenioti, 5000 m piani - 15'15"34
- Oro ai campionati kenioti, 3000 m siepi - 9'23"73

## Altre competizioni internazionali
2018
- Vincitrice del World Indoor Tour nella specialità dei 1500 m piani
- Oro in Coppa continentale ( Ostrava), 3000 m siepi - 9'07"92
- Oro all'Herculis ( Monaco), 3000 m siepi - 8'44"32
- Vincitrice della Diamond League nella specialità dei 3000 m siepi[2]
- Oro al Memorial Van Damme ( Bruxelles), 3000 m siepi - 8'55"10
- Oro allo Shanghai Golden Grand Prix ( Shanghai), 3000 m siepi - 9'07"27

2019
- Argento ai Bislett Games ( Oslo), 3000 m siepi - 9'04"30
- Oro al Birmingham Grand Prix ( Birmingham), 3000 m siepi - 9'05"55
- Vincitrice della Diamond League nella specialità dei 3000 m siepi

2021
- Bronzo al Bauhaus-Galan ( Stoccolma), 3000 m siepi - 9'10"52
- Argento all'Herculis ( Monaco), 3000 m siepi - 9'04"94

2022
- Oro alla Zevenheuvelenloop ( Nimega), 15 km - 47'18"
- Bronzo alla San Silvestre Vallecana ( Madrid) - 31'06"

2023
- Oro all'Athletissima ( Losanna), 3000 m siepi - 9'05"98
- Argento ai London Anniversary Games ( Londra), 3000 m siepi - 9'04"34
- Argento al Weltklasse Zürich ( Zurigo), 3000 m siepi - 9'03"70
- Argento al Prefontaine Classic ( Eugene), 3000 m siepi - 8'51"67

2024
- Oro alla Xiamen Diamond League ( Xiamen), 3000 m siepi - 8'55"40
- Oro alla Shanghai Diamond League ( Suzhou), 3000 m siepi - 9'07"36
- Argento al Prefontaine Classic ( Eugene), 3000 m siepi - 8'56"51